# 懺悔贖罪堂 (坡州)
懺悔贖罪堂是韓國京畿道坡州市一家天主教聖堂，距離朝韩非军事区20公里。目前屬天主教議政府教區。
聖堂外貌是以由瑪利諾會神父興建的、位於現在朝鮮新義州市的真砂洞教堂為藍本，而內部則參考了本篤會士興建的德源自治會院區聖堂：前者韓戰時期在空襲中被炸毀，而後者1949年被朝鮮政府佔用，修士被殺或被遣返德國。
聖堂在2003年開始修建，2006年完工，惟因兩韓關係惡化、資金耗盡，延至2013年6月25日方被祝聖。